# Józef Karol Szembek
Józef Karol Szembek (ur. 2 lutego 1780 w Porębie Żegoty koło Chrzanowa, zm. 19 maja 1874 tamże), ziemianin, kapitan wojsk Księstwa Warszawskiego.
Syn Aleksandra (zm. 1806) i Urszuli Wielopolskiej (1743-1803). Ożenił się w 1817 r. z Katarzyną Patelską herbu Ostoja (1800-1891), siostrą Józefa Patelskiego, z którą miał pięciu synów:
- Józefa Macieja (1818-1889)[1], ojciec
  - Jerzego Józefa Elizeusza (1851-1905), arcybiskupa mohylewskiego
- Adama (1820-1865),
- Władysława (1822-1886),
- Romana (1829-1908),
- Apolinarego (1833-)[2]

Dał początek drugiej szlacheckiej gałęzi rodu Szembeków. Uczestnik wojen napoleońskich. Właściciel Alwerni, Poręby i Żegocina w Małopolsce. Był właścicielem Biblioteki w Porębie, liczącej dwa tysiące woluminów. Sędzia pokoju Wolnego miasta Krakowa. Pochowany został w Alwerni.